# Османлийски мост
Османлийският мост (на гръцки: Γεφύρι στο Χρυσόκαστρο) е стар каменен мост в Егейска Македония, Гърция, в кушнишкото село Османли (Хрисокастро).
Мостът се намира южно от Османли и преодолява малък поток, идващ от Кушница (Пангео), десен приток на Лъджа. Разположен е вдясно от стария национален път Кавала - Солун, на 300 m след отбивката за Османли. Той, подобно на съседния Рехимлийски мост, е част от старата централна пътна ос, която свързва Амфиполис с Правища. По на запад Махмуд ага мост и най-южният мост на Самоков - Кайнакидевият мост, също са част от тази пътна ос.
Построен е през османския период, вероятно от османски майстори, за което свидетелства силно заострената форма на свода. Арката му е с редица камъни, увенчани с тънък декоративен корниз. Палубата му е калдъръмена и има ниски каменни парапети. Обновен е в 2009 година от дем Пиерес.